# Арда (приток Волги)
Арда — река в России, протекает по Килемарскому району Республики Марий Эл. Впадает в Чебоксарское водохранилище, устье реки находится в 2009 км по левому берегу реки Волги. Длина реки составляет 44 км по данным водного реестра, фактически 26 км, площадь водосборного бассейна 351 км². Высота устья — 63 м над уровнем моря. Высота истока — 103,3 м над уровнем моря. Уклон реки — 0,9 м/км.
Арда вытекает из озера Большой Касьяр в 31 км к юго-востоку от посёлка Килемары. Река течёт на юго-запад по заболоченному лесу. За исключением низовий ненаселена. Около устья находятся несколько небольших деревень: Алёшкино, Сенюшкино, Мазикино, Изеркино. Нижнее течение Арды, проходившее по заболоченной волжской пойме в настоящее время затоплено водохранилищем. Ручей Куч-Мыж, который по данным водного реестра впадает в Арду в 18 км от устья, после затопления нижнего течения впадает в Арду в нескольких сотнях метров от её устья. Притоки: Куч-Мыж, Красная (левые); Вергиза (правый).

## Данные водного реестра
По данным государственного водного реестра России относится к Верхневолжскому бассейновому округу, водохозяйственный участок реки — Волга от устья реки Ока до Чебоксарского гидроузла (Чебоксарское водохранилище), без рек Сура и Ветлуга, речной подбассейн реки — Волга от впадения Оки до Куйбышевского водохранилища (без бассейна Суры). Речной бассейн реки — (Верхняя) Волга до Куйбышевского водохранилища (без бассейна Оки).
Код объекта в государственном водном реестре — 08010400312110000044102.